# Atlântica

Mapa do antigo continente Atlântica

Atlântica foi um antigo continente formado durante o Proterozoico, há cerca de 2000 milhões de anos, a partir de vários cratóns situados no que é hoje a África Ocidental e a parte oriental da América do Sul. O nome foi escolhido porque o continente seria fracturado para formar o Atlântico Sul.

## História Geológica
A Atlântica formou-se simultaneamente com o supercontinente Nena por volta de há 1900 milhões de anos, a partir de crátons arqueanos, que incluem a Amazônia na América do Sul actual, e os crátons do Congo, África Ocidental e África do Norte em África.
A Atlântica separou-se de Nena há entre 1600 e 1400 milhões de anos, quando Columbia, um supercontinente composto por Ur, Arctica, Nena e Atlântica, se fragmentou. Junamente com os continentes Nina e Ur e algumas placas menores, a Atlântica formou o supercontinente Rodínia há cerca de mil milhões de anos. O rift da Rodinia há entre 1000 e 500 milhões de anos resultou na formação de três novos continentes: Laurasia e Gondwana Oridental e Ocidental, do qual a Atlântica viria a ser o núcleo. Durante esta última fase na era do Neoproterozoico, desenvolveu-se um sistema orogénico Brasileiro-Panafricano.